# Orden del Nilo

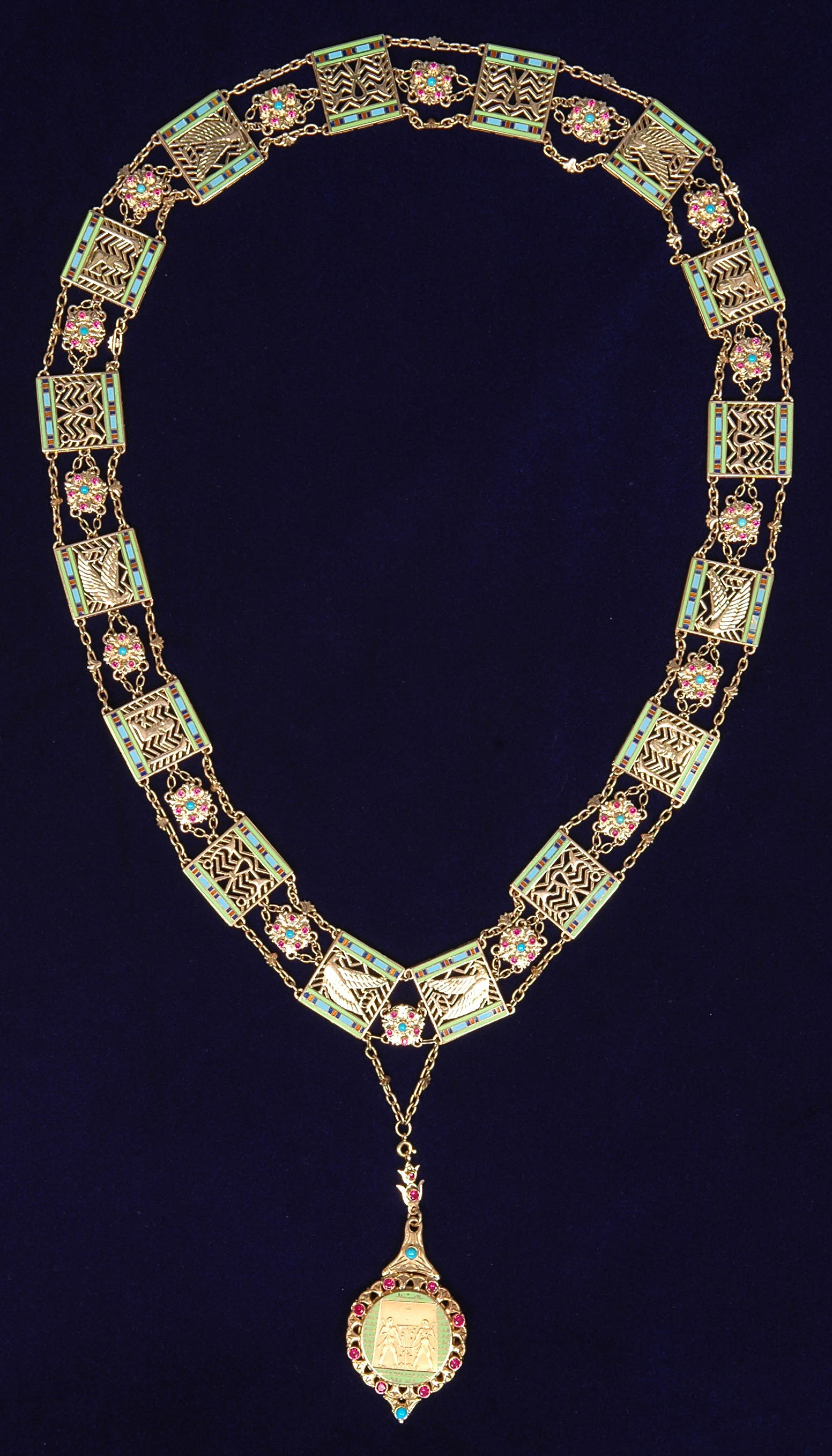
Orden del Nilo.

La Orden del Nilo (en árabe: قلادة النيل العظمى‎) es una condecoración egipcia establecida en 1915, otorgada por servicios a la nación. La orden tiene cinco grados: Caballero, Oficial, Comendador, Gran Oficial y Gran Cordón (este último grado es a veces llamado Collar o Gran Collar). Su fundador fue el Sultán Hussein Kamel. Hasta 1953 la Orden de Ismail fue la más importante del país, pero luego de la proclamación de la República en aquel año lo fue la Orden del Nilo que, reformada, continuó entregándose.